# McCook (Nebraska)
McCook – miasto w Stanach Zjednoczonych, w stanie Nebraska, siedziba administracyjna hrabstwa Red Willow, położone nad rzeką Republican.